# Romoș, Sokal
Romoș (în ucraineană Ромош) este un sat în comuna Skomorohî din raionul Sokal, regiunea Liov, Ucraina.

## Demografie
Componența lingvistică a localității Romoș
     Ucraineană (100%)
Conform recensământului din 2001, toată populația localității Romoș era vorbitoare de ucraineană (100%).